# Ирфан
„Ирфан“ e българска музикална етно рок група. Стилът на групата е електро-акустичен уърлд рок фюжън, повлиян от фолклорните музикални традиции на Балканите, Близкия изток, Персия, Индия и Северна Африка, както и от музикалното и духовно наследство на Византия и Средновековна Европа.
Групата е създадена през 2001 г., а от 2003 г. „Ирфан“ са част на френския инди лейбъл „Прикосновение“ („Prikosnovenie“). Имат три албума и няколко саундтрака за документални и игрални филми и театрални представления. Групата изнася концерти и участва във фестивали за етно, нео-фолк, готик и средновековна музика в Европа. През 2015 г. групата издава „The Eternal Return“, който е обявен за „албум на годината“ от специализираното музикално електронно списание „Side-Line Magazine“ .

## Членове на групата
- Ивайло Петров – уд, баглама саз, тамбура, сантур, сетар, програминг
- Калин Йорданов – вокали, даф, бодран
- Петър Тодоров – дарбука, томбак, рик, електронни перкусии
- Ясен Лазаров – кавал, дудук, ней, хармониум
- Дарина Златкова – вокали

## Албуми
- „Irfan“, 2003
- „Seraphim“, 2007
- „The Eternal Return“, 2015
- „Roots“, 2018